# 다섯 황제의 해

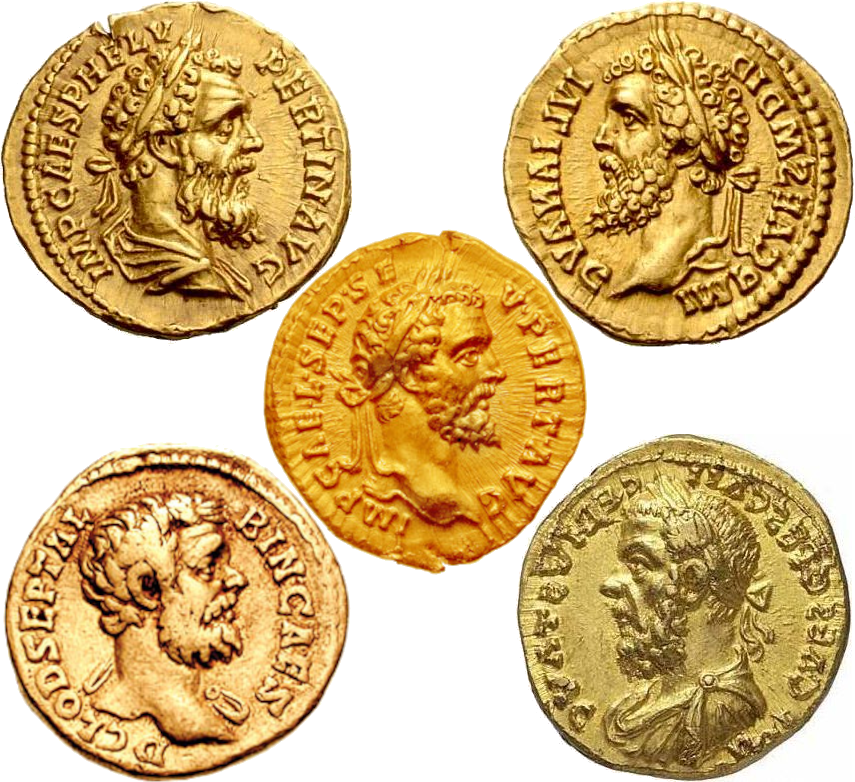
왼쪽 위 시계 방향부터 페르티낙스,디디우스 율리아누스,페르켄니우스 니게르 ,클로디우스 알비누스,가운데 셉티미우스 세베루스

다섯 황제의 해(라틴어: Annus quinque imperatorum, Year of the Five Emperors)는 주후 193년-197년까지의 로마제국의 내전을 말한다. 이 해에는 5명의 사람이 자신들이 로마 제국의 황제라 주장하는데, 이들은 페르티낙스, 디디우스 율리아누스, 페르켄니우스 니게르, 클로디우스 알비누스, 셉티미우스 세베루스였다.

## 배경
네르바-안토니누스 왕조의 콤모두스(라틴어: Marcus Aurelius Commodus Antoninus, 163년 8월 31일-192년 12월 31일) 황제는 지나친 사치와 함께, 콜로세움에서 본인이 직접 검투사가 되어서 세쿠토르의 의복과 무기를 갖추고 735번이나 시합을 벌이며 국가 정사를 내팽겨쳤다. 또한 자신이 조금이라도 의심하는 인물은 그 신분이 무엇이든 제거하였다고 한다.
182년에는 콤모두스 황제의 친누이 루킬라와 이후 근위대장 페렌니스가 처형되는 등 오랜기간 제국이 황제의 잔인함과 방탕함으로 혼란스러워 졌으며, 결국 애첩 마르키아와 근위대장 라에투스, 시종 엘렉투스가 음모를 벌여 192년에 살해되고 만다.

### 페르티낙스
콤모두스 황제가 암살된 이후 원로원의 추대로 황제가 된 페르티낙스(라틴어: Publius Helvius Pertinax,126년 8월 1일-193년 3월 28일)는 이전 네르바-안토니누스 왕조 시절 모든 속주의 총독을 지낸 인물이며 콤모두스 황제 사후 첫번째로 황제가 된 인물이다. 그는 비록 해방노예의 아들이기는 했지만 훌륭한 자질로 자신의 능력을 증명한 인물이었고 가장 명예로운 공직들에 오른 인물이었다. 그는 전임 황제가 암살되었다는 얘기와 원로원이 자신을 황제로 선출하였다는 소식을 듣자 처음에는 황제자리를 거부 하였지만 원로원의 간곡한 부탁과 동료 의원들의 떠밀림으로 결국 황제가 되고 만다.그렇게 페르티낙스는 합법적으로 황제가 된다.
그리고 전임 황제 때의 폭정으로 생긴 상처들을 치유하기 위하여 우선 콤모두스 황제에게 재산과 목숨을 잃었던 이들의 명예를 회복시켜 주었고 비어 있던 국고를 채우기 위한 개혁을 하는 등 로마시민들로부터 많은 지지와 호응을 받기는 했지만 근위대는 내심 불만이었다. 그들은 다시 엄격한 규율이 자리잡고 자신들이 누리던 특권을 빼앗길 까봐 두려웠고 결국 이들은 페르티낙스의 반대파와 모의하여 콤모두스가 죽은지 86일 째 되던날 근위대는 반란을 일으켰는데 페르티낙스는 여기서 도망가는 대신 암살자들 앞에서 연설하며 자신의 무고함을 설명했지만 결국 근위대에게 난도질 당하여 그의 목을 근위대가 병영으로 가지고 돌아갔다. 재위기간 약 3개월만에 프라이토리아니의 손에 살해당하였다.

### 디디우스 율리아누스
디디우스 율리아누스(라틴어:Marcus Didius Iulianus,133년 1월 30일-193년 6월 1일)는 원래 로마에서 가장 부유한 갑부 중 한명으로 페르티낙스 황제가 사망한 이후 근위대는 경매를 통해 황제 자리를 팔자 전임 페르티낙스 황제의 장인인 술피키아누스와 경쟁에서 술피키아누스를 경매에서 이기고 근위병 1명당 6350드라크마를 주기로 약속하고 황제로 추대된 디디우스 율리아누스가 근위대의 추대를 받고 그들의 충성 서약까지 받아내기는 했지만 문제는 로마제국 전 지역의 군대였다. 이들은 페르티낙스의 죽음에 애도 했고 황제자리를 경매로 부쳤다는 근위대의 행동에 분노하였다.
결국 각 지역의 군대는 율리아누스와 근위대를 토벌하겠다며 자신들이 모시던 총독을 황제로 추대하였는데 시리아 군단의 추대를 받은 페르켄니우스 니게르(라틴어: Gaius Pescennius Niger, 135년-194년 5월)와 브리타니아와갈리아 지역 군단에 의하여 추대된 클로디우스 알비누스(라틴어: Decimus Clodius Albinus,150년 ?월 ?일~197년 2월 19일) 그리고 셉티미우스 세베루스(라틴어: Lucius Septimius Severus,145년 4월 11일~211년 2월 4일)가 디디우스 율리아누스를 토벌하겠다며 거병하였다. 결국 이탈리아반도(아펜니노반도) 와 가장 가까운 거리에 있던 판노니아 군단의 추대를 받은 세베루스가 로마로 빠르게 진격하자 율리아누스 또한 나름 도시에 군대를 배치하며 코끼리까지 동원하여 전쟁에 대비 하였다. 한편으론 세베루스에게 공동황제의 자리를 제안 하면서도 그를 암살하기 위하여 암살자까지 파견하였지만 실패하였고,이미 대세는 세베루스에게 기운 상태였다.결국 세베루스의 밀사에 의해 설득당한 근위대에 의해 욕실에서 처형 당한다. 참고로 그의 재위기간은 66일 약 2개월에 불과하다.

### 페르켄니우스 니게르
페르켄니우스 니게르는 본래 시리아 총독으로서 페르티낙스 황제가 살해되었다는 소식과 근위대가 디디우스 율리아누스를 경매를 통해 추대하였다는 소식을 듣자 시리아 군단의 추대를 받아 황제로 선포되었다. 세베루스가 율리아누스를 응징한 뒤 세베루스와 경쟁하였다. 이후 이수스 전투에서의 패배와 비잔티움 포위전에서 그의 세력은 소탕되었으며 그와 그의 가족들은 모두 몰살당하였다.

### 클로디우스 알비누스
클로디우스 알비누스는 본래 브리타니아 지역의 속주 총독으로서 위 니게르와 마찮가지로 그 지역 브리타니아 군단의 추대를 받아 황제가 된다. 세베루스가 황제가 된 이후 그는 부황제로 임명되어 세베루스와 잠시 동맹을 맺었고 니게르와 전쟁이 끝난 이후 세베루스와 리옹일대에서의 루그두눔 전투에서 양측 로마군 15만명이 격돌하였지만 결국엔 패하며 그는 힘을 잃고 죽음을 맞이 한다.

### 셉티미우스 세베루스
셉티미우스 세베루스는 본래 판노니아 지역 총독 출신으로서 위 경쟁자들과 마찬가지로 페르티낙스 황제의 복수를 한다며 군대의 추대를 받아 황제가 되었다. 이후 디디우스 율리아누스를 처형하며 근위대를 무장 해제 시키고 그들의 재산을 몰수 하였다. 그리고 수도 로마 100마일 밖으로 추방하였고 저항하는 자는 처형하였다.또한 페르티낙스 황제의 시신을 수습하여 성대한 장례를 치루며 그를 신격화 하면서도 자신의 정당성을 연설하며 로마 시민과 군대의 지지를 얻었고 경쟁자인 니게르와 알비누스를 물리처 이후 세베루스 왕조를 개창한다.

## 같이 보기
- 네 황제의 해
- 세베루스 왕조
- 여섯 황제의 해
- 3세기의 위기

- 네 명의 황제의 해
- 여섯 황제의 해